# Ridgefield (condado de Fairfield)
Ridgefield es un lugar designado por el censo (en inglés, census-designated place, CDP) ubicado en el condado de Fairfield, Connecticut, Estados Unidos. Según el censo de 2020, tiene una población de 7.596 habitantes.

## Geografía
Está ubicado en las coordenadas 41°16′11″N 73°29′33″O / 41.26972, -73.49250 (41.269688, -73.492611).